# Flash Solex
Il Flash Solex (nome commerciale del Velosolex Flash) è un ciclomotore francese, prodotto dal 1969 al 1971, considerata anche l'evoluzione in Flash 71.

## Storia
Lo sviluppo del Flash Solex s'inserisce nella strategia della Societé Industrielle Nouvelle de Fabrication pour l'Automobile et le Cycle (S.I.N.F.A.C.), produttrice del VéloSoleX di diversificare la produzione. La S.I.N.F.A.C., infatti, puntando su ciclomotori d'impostazione classica, a trazione posteriore, era intenzionata a fare concorrenza diretta alla Mobylette Motobécane e ai Peugeot della serie 100, richiamando una clientela più giovane rispetto a quella del VéloSoleX.
La presentazione era prevista per il salone dell'automobile di Parigi del 1968, ma fu ritardata di alcuni mesi e il lancio avvenne nel 1969. L'accoglienza della stampa fu buona, dovuta anche alle raffinatezze tecniche che possedeva, specie al livello della trasmissione. Tuttavia il motore si fece notare per la difficoltà di accesso, causata da finestre nella carrozzeria poco comode, e per la spesso necessaria manutenzione, vista la sua affidabilità problematica, dovuta a una trasmissione "brutale". Le numerosissime modifiche apportate dal produttore, necessarie per migliorare un modello lanciato troppo in fretta, sfociate nell'effimero Flash 71, non servirono a risollevarne le sorti (e con esse quelle della S.I.N.F.A.C.). La produzione terminò nel 1971 e fu sostituito dal Solex 6000.

## Tecnica
La numerazione della serie cominciò con il № 6 000 001.
Descrizione
Il telaio del Flash Solex era in lamiera stampata e aveva una particolare forma squadrata, sostanzialmente priva di linee curve, eccezion fatta per il manubrio. Le leve dei freni erano di sistemazione invertita, come sul VéloSoleX, le manopole erano dello stesso nero del faro, in plastica, posto al centro del manubrio. Il comando della decompressione si azionava con la mano sinistra, così come il freno anteriore e il gas, mentre il clacson e il freno posteriore erano posti a destra. I comandi erano dunque disposti in maniera esattamente speculare rispetto ai VéloSoleX. La forcella anteriore era disponibile con sospensione (e allora la ruota anteriore avrebbe ricevuto un freno a tamburo) oppure senza (nel qual caso il freno anteriore sarebbe stato a pattini). Il parafango posteriore era molto avvolgente, giungendo a carenare quasi per metà la ruota. Perché fosse meglio adattabile a norme sulla circolazione più stringenti, il Flash ricevette un particolare fanalino posteriore, appositamente studiato, che poteva raccogliere in sé le funzioni di luce di posizione, di stop e di targa
Il ciclomotore era disponibile in quattro colorazioni: bianco con dettagli (parafango posteriore e finestrelle d'ispezione del motore) arancioni, blu con dettagli bianchi, bianco con dettagli rossi e grigio con dettagli blu. Dal 1971, con l'uscita del Flash 71, divennero disponibili dei fogli di plastica adesivi per personalizzare i dettagli del telaio. I motivi disponibili erano: tartan, teak e decorazioni hippie.
Alcuni componenti del motore "T6000" da 49 cm³, che equipaggiava il Flash Solex, mostravano una parentela con i loro omologhi del Velosolex S3800, in particolare il cilindro, la testata (a cielo emisferico, a differenza di quella dell'S3800), mentre erano esattamente gli stessi la pompa della benzina e il carburatore, così come coincidevano l'alesaggio e la corsa dei due motori.
La parte delle trasmissioni era posta sotto la pedana riposa piedi, al centro del ciclomotore, mentre il cilindro, la ventola per il raffreddamento e la bobina, di diversa concezione rispetto a quelle fino ad allora montate dalla S.I.N.F.A.C., che inglobava il condensatore trovavano posto all'interno della lamiera stampata della canna, in cui era stata ricavata una grata per rendere possibile la ventilazione. Il moto era trasmesso alla ruota posteriore mediante un albero sul fianco destro della macchina, collegato a un giunto cardanico, principale caratteristica e vanto del Flash Solex. La catena per l'uso come bicicletta, necessaria per l'omologazione come ciclomotore, era posta sulla sinistra del veicolo.